# Wereldkampioenschap superbike van Lausitz 2016
Het wereldkampioenschap superbike van Lausitz 2016 was de tiende ronde van het wereldkampioenschap superbike en de negende ronde van het wereldkampioenschap Supersport 2016. De races werden verreden op 17 en 18 september 2016 op de Lausitzring nabij Klettwitz, Duitsland.

## Superbike

### Race 1
| Pos | Nr  | Rijder               | Constructeur | Rondes | Tijd           | Grid | Punten |
| --- | --- | -------------------- | ------------ | ------ | -------------- | ---- | ------ |
| 1   | 7   | Chaz Davies          | Ducati       | 21     | 34:20.100      | 1    | 25     |
| 2   | 66  | Tom Sykes            | Kawasaki     | 21     | +10.561        | 2    | 20     |
| 3   | 69  | Nicky Hayden         | Honda        | 21     | +11.536        | 3    | 16     |
| 4   | 81  | Jordi Torres         | BMW          | 21     | +12.493        | 5    | 13     |
| 5   | 2   | Leon Camier          | MV Agusta    | 21     | +12.965        | 7    | 11     |
| 6   | 60  | Michael van der Mark | Honda        | 21     | +18.863        | 10   | 10     |
| 7   | 34  | Davide Giugliano     | Ducati       | 21     | +18.970        | 8    | 9      |
| 8   | 22  | Alex Lowes           | Yamaha       | 21     | +27.395        | 12   | 8      |
| 9   | 50  | Sylvain Guintoli     | Yamaha       | 21     | +33.221        | 9    | 7      |
| 10  | 12  | Javier Forés         | Ducati       | 21     | +33.459        | 13   | 6      |
| 11  | 13  | Anthony West         | Kawasaki     | 21     | +46.665        | 16   | 5      |
| 12  | 15  | Alex de Angelis      | Aprilia      | 21     | +1:02.000      | 18   | 4      |
| 13  | 40  | Román Ramos          | Kawasaki     | 21     | +1:05.734      | 15   | 3      |
| 14  | 25  | Josh Brookes         | BMW          | 21     | +1:05.890      | 17   | 2      |
| 15  | 99  | Luca Scassa          | Ducati       | 21     | +1:14.908      | 19   | 1      |
| 16  | 9   | Dominic Schmitter    | Kawasaki     | 21     | +1:24.523      | 14   |        |
| 17  | 119 | Paweł Szkopek        | Yamaha       | 21     | +1:33.495      | 21   |        |
| 18  | 56  | Péter Sebestyén      | Yamaha       | 20     | +1 ronde       | 23   |        |
| 19  | 4   | Gianluca Vizziello   | Kawasaki     | 20     | +1 ronde       | 20   |        |
| DNF | 11  | Saeed Al Sulaiti     | Kawasaki     | 17     | Uitgevallen    | 24   |        |
| DNF | 21  | Markus Reiterberger  | BMW          | 8      | Uitgevallen    | 11   |        |
| DNF | 32  | Lorenzo Savadori     | Aprilia      | 7      | Ongeluk        | 4    |        |
| DNF | 1   | Jonathan Rea         | Kawasaki     | 7      | Schade ongeluk | 6    |        |
| DNF | 17  | Karel Abraham        | BMW          | 1      | Uitgevallen    | 22   |        |

### Race 2
De race, die gepland stond over een lengte van 21 ronden, werd uitgesteld vanwege hevige regenval. De race werd uiteindelijk gestart over een lengte van 16 ronden.
| Pos | Nr  | Rijder               | Constructeur | Rondes | Tijd      | Grid | Punten |
| --- | --- | -------------------- | ------------ | ------ | --------- | ---- | ------ |
| 1   | 1   | Jonathan Rea         | Kawasaki     | 16     | 31:39.737 | 6    | 25     |
| 2   | 15  | Alex de Angelis      | Aprilia      | 16     | +9.396    | 18   | 20     |
| 3   | 12  | Javier Forés         | Ducati       | 16     | +13.041   | 13   | 16     |
| 4   | 2   | Leon Camier          | MV Agusta    | 16     | +15.728   | 7    | 13     |
| 5   | 50  | Sylvain Guintoli     | Yamaha       | 16     | +17.100   | 9    | 11     |
| 6   | 7   | Chaz Davies          | Ducati       | 16     | +19.780   | 1    | 10     |
| 7   | 25  | Josh Brookes         | BMW          | 16     | +32.208   | 17   | 9      |
| 8   | 60  | Michael van der Mark | Honda        | 16     | +54.373   | 10   | 8      |
| 9   | 40  | Román Ramos          | Kawasaki     | 16     | +57.271   | 15   | 7      |
| 10  | 69  | Nicky Hayden         | Honda        | 16     | +59.671   | 3    | 6      |
| 11  | 99  | Luca Scassa          | Ducati       | 16     | +1:01.938 | 19   | 5      |
| 12  | 66  | Tom Sykes            | Kawasaki     | 16     | +1:14.028 | 2    | 4      |
| 13  | 4   | Gianluca Vizziello   | Kawasaki     | 16     | +1:14.038 | 20   | 3      |
| 14  | 119 | Paweł Szkopek        | Yamaha       | 16     | +1:46.309 | 21   | 2      |
| 15  | 17  | Karel Abraham        | BMW          | 16     | +1:51.775 | 22   | 1      |
| 16  | 56  | Péter Sebestyén      | Yamaha       | 15     | +1 ronde  | 23   |        |
| DNF | 9   | Dominic Schmitter    | Kawasaki     | 12     | Ongeluk   | 14   |        |
| DNF | 11  | Saeed Al Sulaiti     | Kawasaki     | 10     | Ongeluk   | 24   |        |
| DNF | 22  | Alex Lowes           | Yamaha       | 9      | Ongeluk   | 12   |        |
| DNF | 21  | Markus Reiterberger  | BMW          | 8      | Ongeluk   | 11   |        |
| DNF | 32  | Lorenzo Savadori     | Aprilia      | 6      | Ongeluk   | 4    |        |
| DNF | 13  | Anthony West         | Kawasaki     | 6      | Ongeluk   | 16   |        |
| DNF | 81  | Jordi Torres         | BMW          | 6      | Ongeluk   | 5    |        |
| DNF | 34  | Davide Giugliano     | Ducati       | 3      | Ongeluk   | 8    |        |

## Supersport
| Pos | Nr  | Rijder              | Constructeur | Rondes | Tijd                | Grid | Punten |
| --- | --- | ------------------- | ------------ | ------ | ------------------- | ---- | ------ |
| 1   | 1   | Kenan Sofuoğlu      | Kawasaki     | 19     | 32:18.677           | 1    | 25     |
| 2   | 66  | Niki Tuuli          | Yamaha       | 19     | +1.757              | 2    | 20     |
| 3   | 16  | Jules Cluzel        | MV Agusta    | 19     | +4.712              | 6    | 16     |
| 4   | 2   | P.J. Jacobsen       | Honda        | 19     | +12.174             | 9    | 13     |
| 5   | 64  | Federico Caricasulo | Honda        | 19     | +13.195             | 11   | 11     |
| 6   | 21  | Randy Krummenacher  | Kawasaki     | 19     | +13.820             | 5    | 10     |
| 7   | 87  | Lorenzo Zanetti     | MV Agusta    | 19     | +14.653             | 7    | 9      |
| 8   | 71  | Christoffer Bergman | Honda        | 19     | +18.096             | 4    | 8      |
| 9   | 111 | Kyle Smith          | Honda        | 19     | +22.721             | 12   | 7      |
| 10  | 78  | Hikari Okubo        | Honda        | 19     | +24.609             | 20   | 6      |
| 11  | 81  | Luke Stapleford     | Triumph      | 19     | +24.914             | 10   | 5      |
| 12  | 25  | Alex Baldolini      | MV Agusta    | 19     | +24.968             | 16   | 4      |
| 13  | 86  | Ayrton Badovini     | Honda        | 19     | +25.049             | 8    | 3      |
| 14  | 55  | Illia Mykhalchyk    | Kawasaki     | 19     | +26.475             | 14   | 2      |
| 15  | 47  | Axel Bassani        | Kawasaki     | 19     | +27.255             | 18   | 1      |
| 16  | 19  | Kevin Wahr          | Honda        | 19     | +32.781             | 13   |        |
| 17  | 77  | Kyle Ryde           | Kawasaki     | 19     | +32.860             | 17   |        |
| 18  | 44  | Roberto Rolfo       | MV Agusta    | 19     | +36.220             | 19   |        |
| 19  | 11  | Christian Gamarino  | Kawasaki     | 19     | +39.736             | 25   |        |
| 20  | 22  | Eemeli Lahti        | Suzuki       | 19     | +41.318             | 21   |        |
| 21  | 38  | Hannes Soomer       | Yamaha       | 19     | +45.273             | 23   |        |
| 22  | 63  | Zulfahmi Khairuddin | Kawasaki     | 19     | +45.407             | 24   |        |
| 23  | 65  | Michael Canducci    | MV Agusta    | 19     | +49.586             | 22   |        |
| 24  | 10  | Nacho Calero        | Kawasaki     | 19     | +1:00.841           | 27   |        |
| 25  | 23  | Cédric Tangre       | Suzuki       | 19     | +1:02.586           | 28   |        |
| 26  | 6   | Davide Stirpe       | Kawasaki     | 19     | +1:03.171           | 32   |        |
| 27  | 12  | Christopher Gobbi   | Yamaha       | 19     | +1:12.385           | 31   |        |
| 28  | 50  | Braeden Ortt        | Honda        | 19     | +1:31.475           | 33   |        |
| DNF | 69  | Ondřej Ježek        | Kawasaki     | 15     | Uitgevallen         | 26   |        |
| DNF | 83  | Lachlan Epis        | Kawasaki     | 9      | Ongeluk             | 29   |        |
| DNF | 4   | Gino Rea            | MV Agusta    | 8      | Uitgevallen         | 3    |        |
| DNF | 35  | Stefan Hill         | Honda        | 4      | Schade ongeluk      | 30   |        |
| DNF | 61  | Alessandro Zaccone  | Kawasaki     | 0      | Ongeluk             | 15   |        |
| DNQ | 7   | Angelo Licciardi    | Kawasaki     | 0      | Niet gekwalificeerd |      |        |
| DNQ | 49  | Casey Tobolewski    | Kawasaki     | 0      | Niet gekwalificeerd |      |        |

## Tussenstanden na wedstrijd

### Superbike
| Pos | Nr | Rijder               | Team     | Punten |
| --- | -- | -------------------- | -------- | ------ |
| 1   | 1  | Jonathan Rea         | Kawasaki | 393    |
| 2   | 66 | Tom Sykes            | Kawasaki | 346    |
| 3   | 7  | Chaz Davies          | Ducati   | 295    |
| 4   | 60 | Michael van der Mark | Honda    | 203    |
| 5   | 69 | Nicky Hayden         | Honda    | 195    |

### Supersport
| Pos | Nr | Rijder             | Team      | Punten |
| --- | -- | ------------------ | --------- | ------ |
| 1   | 1  | Kenan Sofuoğlu     | Kawasaki  | 171    |
| 2   | 21 | Randy Krummenacher | Kawasaki  | 118    |
| 3   | 2  | P.J. Jacobsen      | Honda     | 109    |
| 4   | 16 | Jules Cluzel       | MV Agusta | 91     |
| 5   | 4  | Gino Rea           | MV Agusta | 81     |

2001 · 2002 · 2005 · 2006 · 2007 · 2016 · 2017